# Southport (Northern Territory)
Southport ist eine ländliche Gemeinde in den Außenbezirken von Darwin im Northern Territory von Australien. Die Gemeinde gehört zur Litchfield Municipality und hatte im Jahr 2021 215 Einwohner. Sie wurde an der Stelle der verlassenen Town of Southport gegründet, einem blühenden Flusshafen während des Pine Creek Goldrausches in den 1870er Jahren. Die Stadt liegt an der Vereinigung des Blackmore River mit dem Darwin Fluss. Der Ort wurde 1870 von George Goyder gegründet. Die Transaustralische Telegrafenleitung geht durch den Ort.

## Geschichte

### Der Goldrausch in den 1870ern

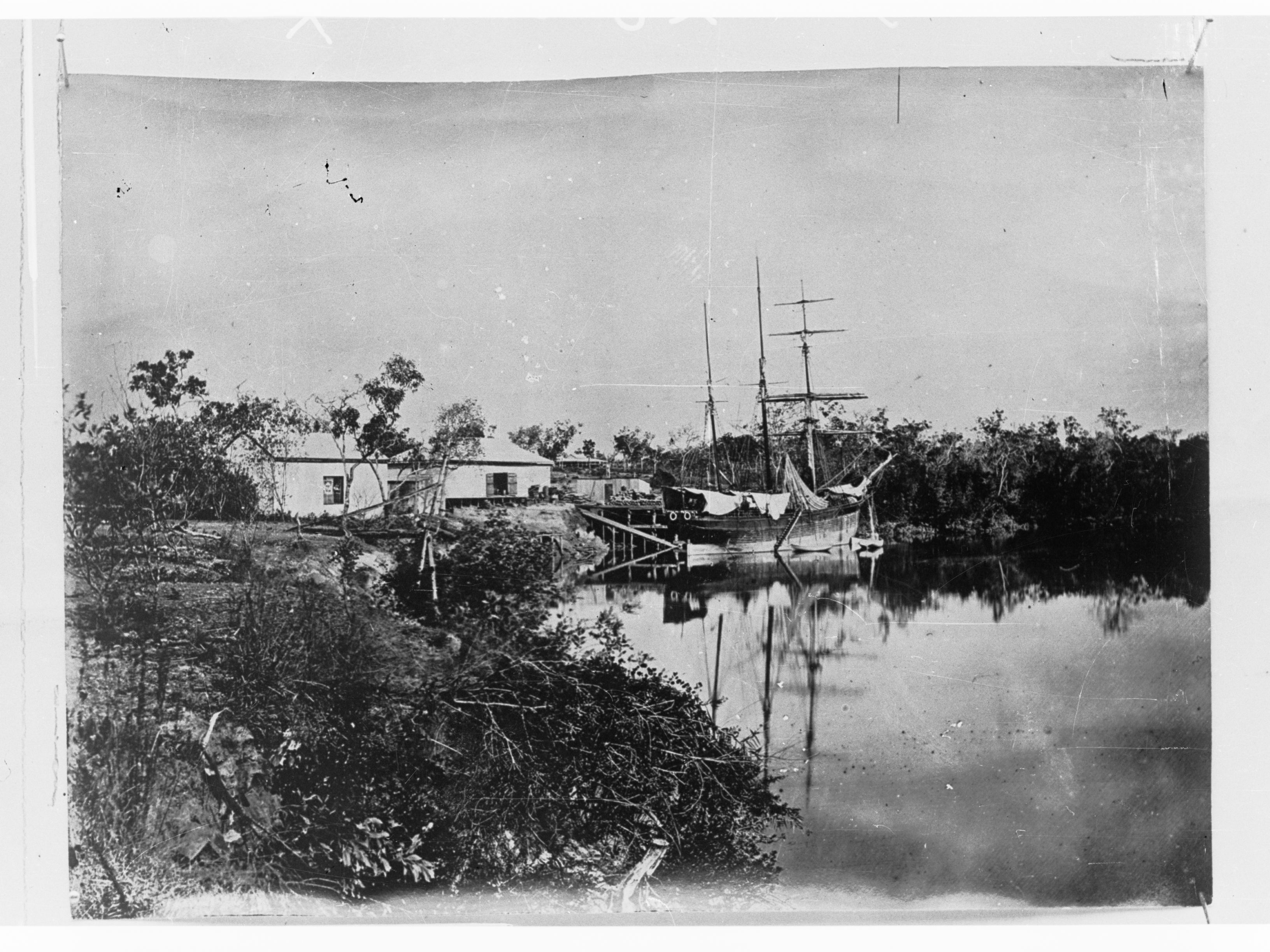
Jetty am Victoria River in Southport

Während einer Expedition, die im Jahre 1868 begann, ließ der Chef der Vermessungsbehörde von South Australia, George Goyder, vier Orte vermessen, Daly (Northern Territory), Palmerston (das spätere Darwin), Southport und Virginia. Der Plan Goyder sah eine Anlage von 500 Acres vor. Das Straßennetz wurde von ihm geplant und die Straßen nach Mitgliedern seiner Expedition benannt.
Zwischen 1870 und 1872 befeuerte der Bau der Transaustralische Telegrafenleitung die Entwicklung von Southport. In der Stadt lebten die Montageteam, die an diesem wichtigen Infrastrukturprojekt arbeiteten. Im Jahre 1874, nach Fertigstellung der Leitung, wurde in dem Ort ein Telegrafenbüro eröffnet.
Als in der Nähe von Pine Creek Gold entdeckt wurde, wuchs Southport rasch zu einem bedeutenden regionalen Zentrum. Ab 1872 nutzte der Geschäftsmann John Lewis den Ort, um Versorgungsgüter für die Goldminen an Land zu bringen. 1873 finanzierte er den Bau eines zweiten Landungssteges (neben dem im Staatsbesitz), um auch Sprengstoff für die Minen entladen zu können. Weitere Minengesellschaft eröffneten ebenfalls Nachschublager in der Stadt. 
20 Jahre lang diente die Stadt so als Verbindung zwischen Port Darwin und den ertragreichen Goldminen der Gegend von Pine Creek. In seiner Blütezeit beherbergte die Stadt zwei Hotels, ein Postamt, mehrere Geschäfte, einen Schmied, eine Polizeistation und sogar eine Schnapsfabrik. 1877 wurde zwischen Port Darwin und Southport eine Dampfeisenbahnstrecke erbaut und damit die Reisezeit von 3 auf eine Stunde verkürzt.

### Die Nordaustralische Eisenbahnlinie und der Niedergang
Da der Verkehr zwischen den Goldfelder im Süden und der Stadt abnahm, ging es in den 1880er Jahren mit der Stadt bergab. Bereits 1885 waren viele Geschäfte geschlossen. In dieser Zeit kamen vielen chinesische Immigranten zu den Goldfeldern und im Chinatown-Viertel entstanden viele neue Wohnungen und Geschäfte. Bis zur Stilllegung der Minen war blieb der chinesische Einfluss auf die Stadt stark. 
Eine Bahnstation wurde in der Nähe des Ortes gebaut, allerdings kam die Geschäftstätigkeit zum Erliegen und die Stadt wurde praktisch verlassen. 1890 waren bereits alle öffentlichen Gebäude abgerissen.